# Dani Newman
Dani Newman (Londra, 29 ottobre 1995) è una modella britannica.
Lavora per Karin Model Agency, attiva a Parigi, per Storm Model Agency, a Londra, e Iconic Management, a Berlino. Ha inoltre girato uno spot per Le Carose, a Milano, nel novembre 2016, città nella quale ha posato per Elite Milan. In Germania ha fatto un servizio fotografico per Modelwerk, ad Amburgo, e collabora per Elite NYC, a New York.